# Franck Etoundi
Franck Etoundi (Douala, 30 agosto 1990) è un calciatore camerunese, attaccante svincolato.

## Carriera

### Nazionale
Ha esordito in nazionale nel 2014.

## Palmarès

### Club

#### Competizioni nazionali
- Coppa Svizzera: 2

Zurigo: 2013-2014, 2015-2016